# Piper PA-23
Pour les articles homonymes, voir Piper, Apache et Aztec.
Le Piper PA-23 Apache et Piper PA-23 Aztec est un des premiers avions de tourisme bimoteur de l'avionneur américain Piper Aircraft, construits à 6 977 exemplaires de 1959 à 1982.

## Historique
Le Piper PA-23 est un avion monoplan léger bimoteur américain de quatre à six places, conçu à l'origine dans les années 1950 par la Stinson Aircraft Company sous le nom de Twin Stinson,. 

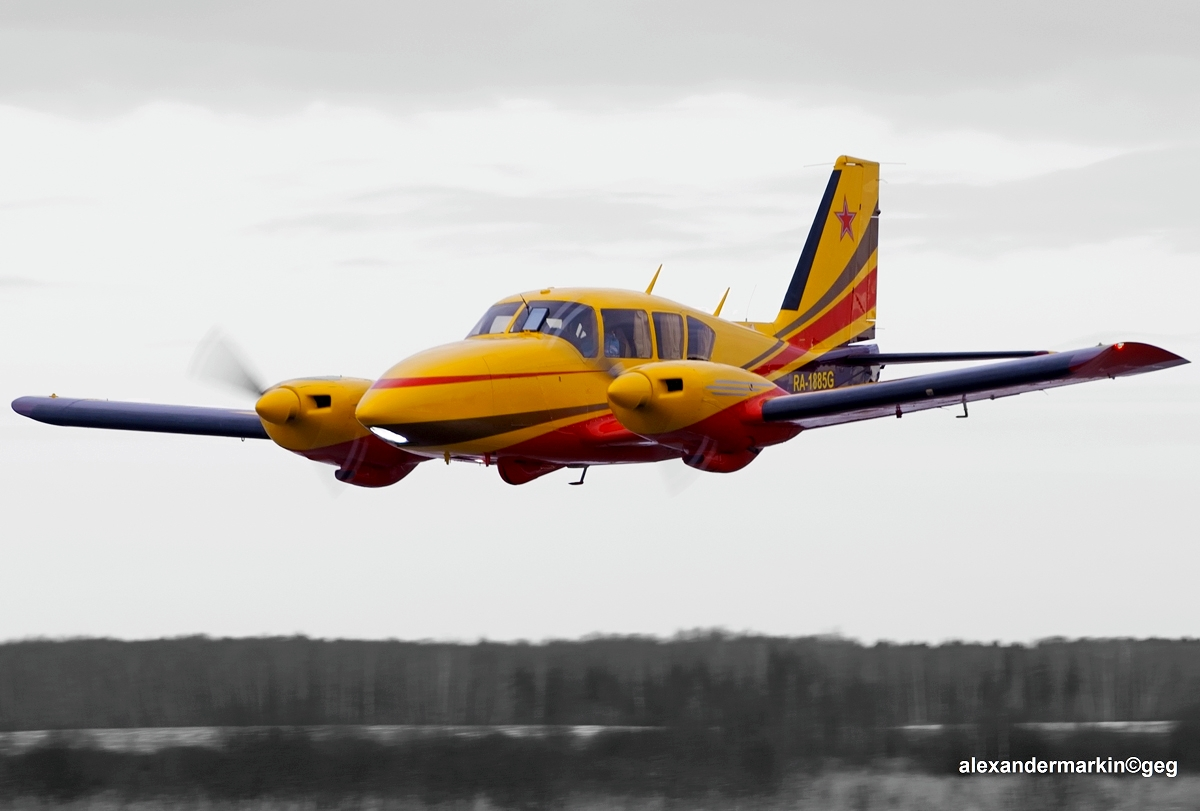
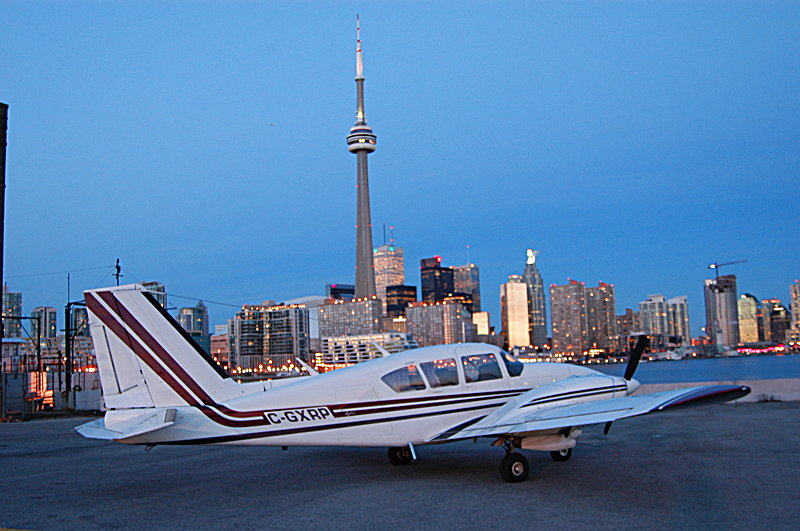

Piper Aircraft (qui a racheté la marque en 1948) fabrique l'avion sous le nom de Piper PA-23 Apache et Piper PA-23 Aztec, aux États-Unis, des années 1950 aux années 1980, concurrent directe entre autres des Beechcraft Twin Bonanza ou Cessna 310. 

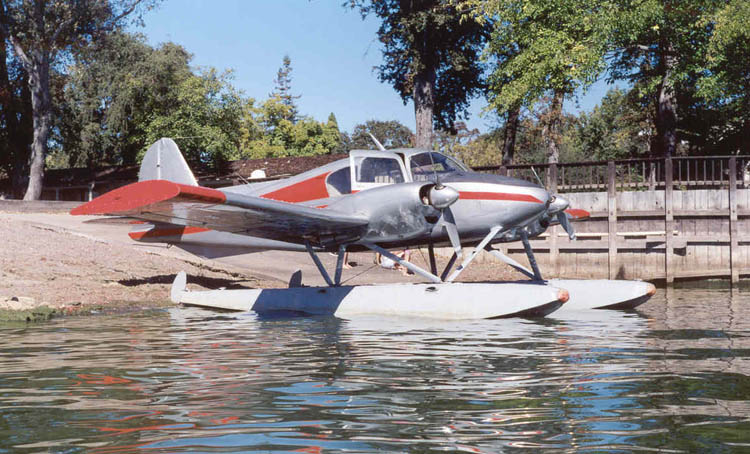
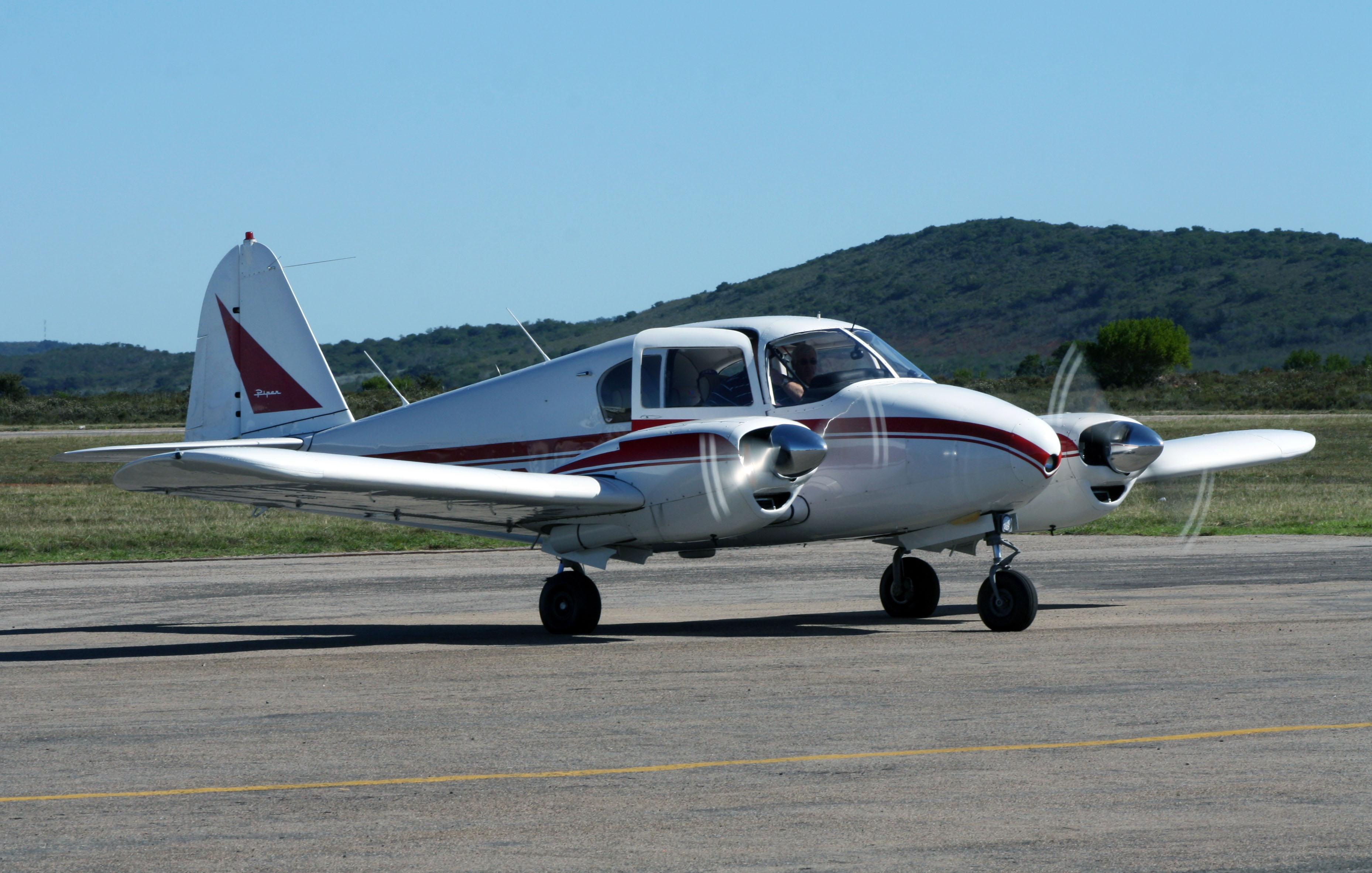

Il est propulsé, à l'origine, par deux moteurs quatre cylindres à plat Lycoming O-290 (en)-D de 2 x 125 ch, avec un premier vol inaugural d'essai le 2 mars 1952. 

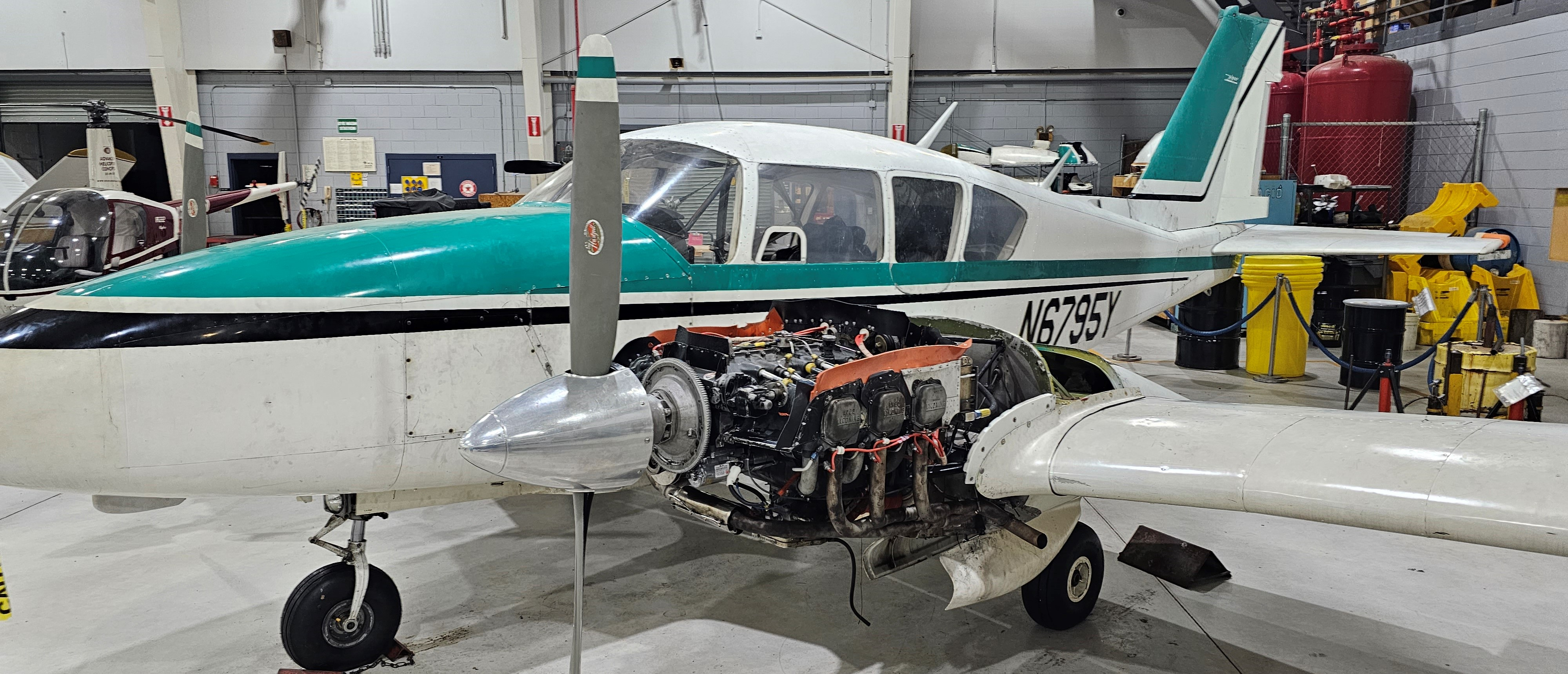
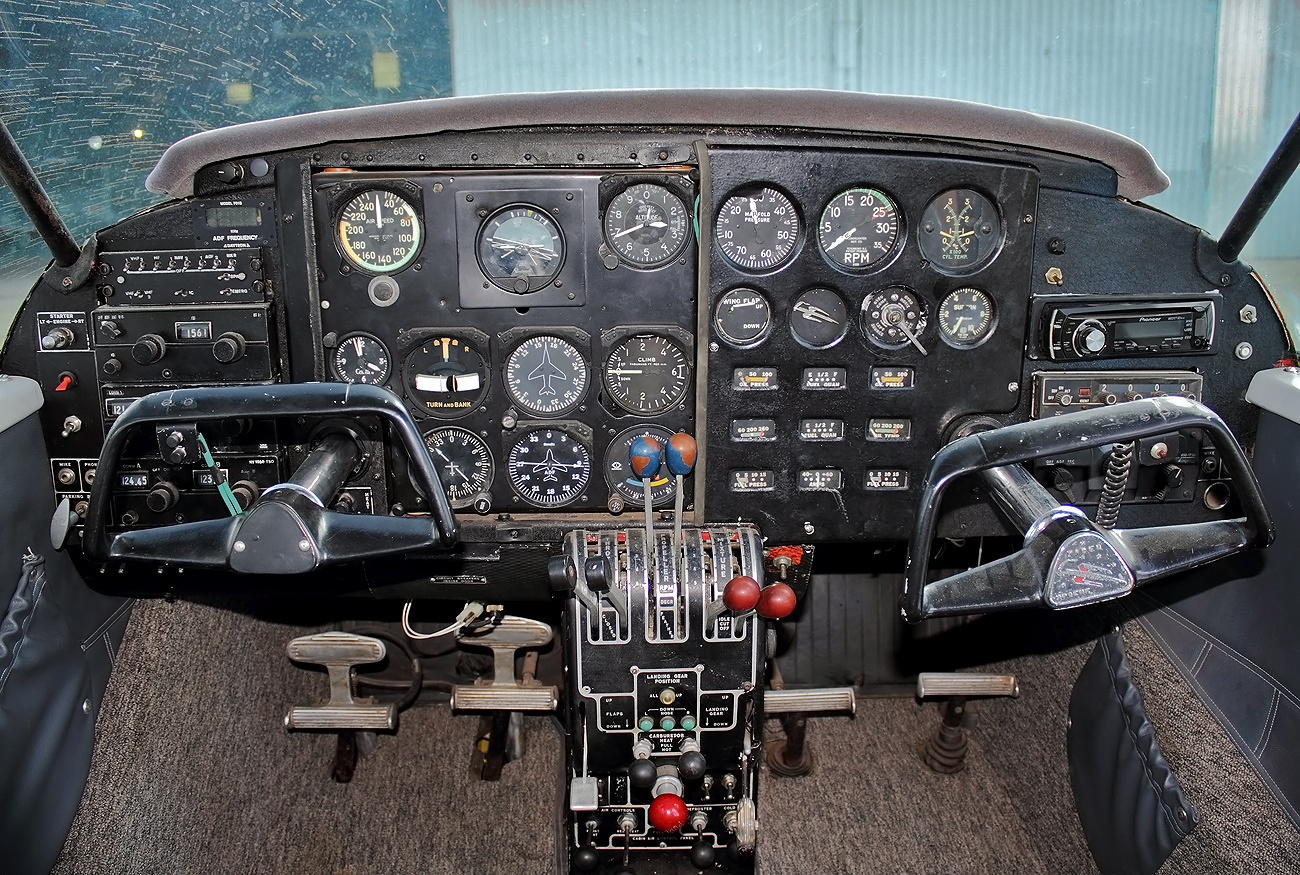

## Piper PA-23 Apache
La version Apache est construite à partir de 1953 à 2 036 exemplaires, avec des moteurs Lycoming O-320 de 2 x 150 ch ou 2 x 160 ch ou 2 x 235 ch :

- PA-23 Twin-Stinson
- PA-23 Apache
- PA-23-150 Apache B
- PA-23-150 Apache C
- PA-23-150 Apache D
- PA-23-160 Apache E
- PA-23-160 Apache F
- PA-23-160 Apache G
- PA-23-160 Apache H
- PA-23-235 Apache 235

## PA-23-250 Aztec
Une seconde version Aztec améliorée et plus puissante est construite à partir de 1959, à 5 500 exemplaires, propulsés  par 2 moteurs Lycoming O-540 de 6 cylindres à plat de 2 X 250 ch.
- PA-23-250 Aztec B

- PA-23-250 Aztec C et Aztec C Turbo
- PA-23-250 Aztec D et Aztec D Turbo
- PA-23-250 Aztec E et Aztec E Turbo
- PA-23-250 Aztec F et Aztec F Turbo